# Ryuichi Hirashige
Ryuichi Hirashige (平繁 龍一 Hirashige Ryuichi?), född 15 juni 1988, är en japansk fotbollsspelare.
I juli 2007 blev han uttagen i Japans trupp till U20-världsmästerskapet 2007.